# Dora Pavel
Dora Pavel (Szentandrás, 1946. június 29.) román írónő.
1964 és 1969 között végezte el a kolozsvári Babeș–Bolyai Tudományegyetem irodalom szakát.

## Kiadott művei

### Versek
- Narațiuni întâmplătoare, Kolozsvár, Dacia kk., 1989
- Poemul deshumat, Kolozsvár, Dacia kk., 1994
- Creier intermediar, Nagyvárad, Cogito kk., 1997
- Muncile lui Don Quijote , Pitești, Paralela 45 kk., 2000

### Novellák
- Întoarce-te, Esthera , Kolozsvár, „Biblioteca Apostrof” kk., 1999
- Animal în alertă, Kolozsvár, Dacia XXI kk., 2010

### Regények
- Agata murind, Kolozsvár, Dacia kk., 2003; Iași, Polirom kk., 2004, 2014
- Captivul, Iași, Polirom kk., 2006, 2017
- Pudră, Iași, Polirom kk., 2010
- Do Not Cross, Iași, Polirom kk., 2013
- Agata muriendo, fordítás: Marian Ochoa de Eribe, Madrid, Editorial Crealite, 2013
- No pasar (Do Not Cross), fordítás: Doina Făgădaru, Madrid, Dos Bigotes, 2018
- Bastian, Iași, Polirom kk., 2020.
- Crush, Iași, Polirom kk., 2022.

### Publicisztika
- Armele seducției (dialoguri), Kolozsvár, Casa Cărții de Știință kk., 2007
- Rege și ocnaș (Din culisele scrisului), Kolozsvár, Casa Cărții de Știință kk., 2008
- Gheorghe Grigurcu, O provocare adresată destinului. Convorbiri cu Dora Pavel, Satu Mare, Pleiade kk., 2009

### Szerkesztés
- Biblia de la Blaj (1795), ediție jubiliară, Roma, Tipografia Vaticana, 2000 (în colaborare)

### Idegen nyelveken kiadott művei
- Young Poets of a New Romania, London & Boston, Forest Books, 1991
- Transylvanian Voices. An Anthology of Contemporary Poets of Cluj-Napoca, Iași, The Center for Romanian Studies, 1997
- Vid Tystnadens Bord, Stockholm, Symposion, 1998
- Poètes roumains contemporains, Ottawa, Écrits des Forges, 2000
- Il romanzo rumeno contemporaneo (1989-2010). Teorie e proposte di lettura, a cura di Nicoleta Nesu, edizione italiana di Angela Tarantino, premessa di Luisa Valmarin, Roma, Bagatto Libri, 2010
- Fiction 16 – Contemporary Romanian Prose 2010, Iași, Polirom kk., 2010

## Tagságai
- Romániai Írók Szövetsége

## Díjak
- Premiul „Timotei Cipariu” al Academiei Române (2000)
- Premiul pentru proză al Uniunii Scriitorilor din România (2003)
- Premiul „I. D. Sârbu” al Filialei din Cluj a Uniunii Scriitorilor din România (2006)
- Premiul „Pavel Dan” pentru proză al Filialei din Cluj a Uniunii Scriitorilor din România (2007, 2010)
- Premiul pentru cartea de jurnalism acordat de Biblioteca Județeană „Octavian Goga” Cluj (2007)
- Premiul „Cartea anului - Publicistică” al Filialei din Cluj a Uniunii Scriitorilor din România (2007)
- Premiul „Ion Agârbiceanu” al Filialei din Cluj a Uniunii Scriitorilor din România (2013)

## Külső hivatkozások
- Agata murind, Polirom kk. Archiválva 2017. október 24-i dátummal a Wayback Machine-ben
- Captivul, Polirom kk. Archiválva 2017. október 24-i dátummal a Wayback Machine-ben
- Pudră, Polirom kk. Archiválva 2017. október 24-i dátummal a Wayback Machine-ben
- Do Not Cross, Polirom kk. Archiválva 2017. október 24-i dátummal a Wayback Machine-ben
- (angolul) Contemporary Romanian Writers Archiválva 2012. február 29-i dátummal a Wayback Machine-ben